# Frequenza
La frequenza è una grandezza che riguarda fenomeni periodici o processi ripetitivi. 

## Descrizione generale
In fisica la frequenza di un fenomeno che presenta un andamento costituito da eventi che nel tempo si ripetono identici o quasi identici, viene data dal numero degli eventi che vengono ripetuti in una data unità di tempo; inoltre la velocità angolare rientra nel concetto generale di velocità (variazione di una grandezza), in questo caso esprime la variazione di un angolo nel tempo. Un modo per calcolare una tale frequenza consiste nel fissare un intervallo di tempo, nel contare il numero di occorrenze dell'evento che si ripete in tale intervallo di tempo e nel dividere quindi il risultato di questo conteggio per l'ampiezza dell'intervallo di tempo. In alternativa, si può misurare l'intervallo di tempo tra gli istanti iniziali di due eventi successivi (il periodo) e quindi calcolare la frequenza come grandezza inversa di questa durata.
{\displaystyle f={\frac {1}{T}}}
dove T esprime il periodo. Il risultato è dato nell'unità di misura chiamata hertz (Hz), dal fisico tedesco Heinrich Rudolf Hertz, dove 1 Hz caratterizza un evento che occorre una volta in un secondo. Quindi   {\displaystyle 1Hz={\frac {1}{s}}}
Gli strumenti usati per la misura sono l'oscilloscopio e il frequenzimetro: il primo permette una misurazione complementare ad altre, in circostanze non impegnative; per misure accurate e precise occorre usare il secondo, il quale è uno strumento elettronico specializzato per misure di frequenza e di tempo e talvolta in grado di generare fenomeni periodici a frequenze impostate.

## Frequenza dei fenomeni ondulatori

Rappresentazione di due onde a diversa frequenza (quella in alto a frequenza più bassa, quella in basso a frequenza più elevata).

Nel misurare la frequenza del suono, di onde elettromagnetiche (come le onde radio o la luce), di segnali elettrici oscillatori o di altre onde simili, la frequenza in hertz è il numero di cicli della forma d'onda ripetitiva per secondo.
Poiché il prodotto tra la frequenza di un'onda elettromagnetica e la sua lunghezza d'onda è uguale al valore della velocità della luce ({\displaystyle f\lambda =c} ), si ha che:
{\displaystyle f={\frac {c}{\lambda }}}
In altre parole, in un'onda elettromagnetica tra lunghezza d'onda e frequenza esiste un rapporto di proporzionalità inversa.

## Frequenza di campionamento
La frequenza di campionamento è uno dei parametri fondamentali che caratterizzano il processo di conversione analogico-digitale nei sistemi elettronici di elaborazione dell'informazione.
In un sistema elettronico, l'informazione è usualmente codificata in un segnale di tensione variabile nel tempo. Si parla di segnale analogico se esso varia in modo continuo in ciascun istante di tempo, di segnale numerico se esso può assumere solo un numero finito di valori discreti oppure di segnale digitale se i valori che può assumere sono solo 0 ed 1, in precisi istanti di tempo. Il processo di campionamento consente di convertire un segnale analogico in un segnale digitale e consiste nel misurare e registrare, in precisi istanti di tempo (istanti di campionamento) il valore istantaneo del segnale analogico in esame. La sequenza di tali valori, detti campioni, costituisce il segnale digitale. Il dispositivo che realizza la conversione da segnale analogico a segnale digitale viene detto convertitore A/D. La frequenza di campionamento indica il numero di campioni registrati in un secondo: il Teorema di Nyquist-Shannon stabilisce che, affinché sia possibile ricostruire il segnale analogico a partire dai suoi campioni, è necessario che la frequenza di campionamento sia almeno il doppio della frequenza più alta contenuta nello spettro del segnale di partenza: {\displaystyle f_{c}>=2f_{max}}.
Ad esempio, un segnale audio ha uno spettro compreso fra 20 Hz e 20 kHz: per poter registrare il segnale su un supporto digitale (come, un CD audio) la frequenza di campionamento deve essere almeno di 40 kHz. Usualmente, tale campionamento viene effettuato a 44.1 kHz, valore che soddisfa appieno il teorema di Nyquist-Shannon e che consente di ricostruire fedelmente il segnale analogico di partenza.